# 豊島区立朋有小学校
豊島区立朋有小学校（としまくりつ ほうゆうしょうがっこう、英語: Toshima City Hoyu Elementary School）は、東京都豊島区東池袋4丁目にある公立小学校。

## 沿革
主要な出典
- 2003年（平成15年）
  - 4月1日 - 時習小学校と大塚台小学校が統合して、朋有小学校開校。校舎は、旧大塚台小学校校舎を継続使用。開校時点の学級数は13、児童数は380人。
  - 4月7日 - 開校式挙行。校章・校旗制定。
- 2004年（平成16年）3月17日 - 校歌制定。
- 2012年（平成24年）
  - 2月9日 - ゆめのくに図書館開館。
  - 11月27日 - 日本で3番目となるインターナショナルセーフスクール認証。
- 2013年（平成25年）
  - 10月7日 - 新校庭オープニングセレモニー開催。
  - 11月2日 - 創立10周年記念式典挙行。
- 2015年（平成27年）11月18日 - インターナショナルセーフスクール本審査。
- 2016年（平成28年）
  - 2月4日 - 豊島区議会議場にて、2回目のインターナショナルセーフスクール認証式典挙行。
  - 2月5日 - 本校体育館にて、インターナショナルセーフスクール認証式典挙行。
- 2019年（平成31年）
  - 1月30日 - 3回目のインターナショナルセーフスクール認証式挙行。
  - 2月23日 - 創立15周年記念式典挙行。
- 2023年（令和05年）
  - 1月17日 - としま区民センター多目的ホールにて、4回目のインターナショナルセーフスクール認証式典[注釈 1]挙行[5]。
  - 12月2日 - 創立20周年記念式典挙行[6]。

## 教育目標
- にっこり あいさつ
- はっきり すてきなことば
- やる気いっぱい こころひとつに

## 通学区域と進学先中学校
出典

### 通学区域
- 南大塚3丁目（全域）
- 東池袋1丁目（1番～23番、28番～50番）
- 東池袋2丁目（全域）
- 東池袋3丁目（全域）
- 東池袋4丁目（14番～18番、29番～42番）
- 東池袋5丁目（11番、12番、18番～52番）

### 進学先中学校
- 豊島区立西巣鴨中学校

## アクセス
- 都電荒川線向原停留場から、徒歩3分。
- JR東日本山手線大塚駅から、徒歩8分。
- 東京メトロ有楽町線東池袋駅から、徒歩8分。
- なお、学校近くには東京メトロ丸ノ内線も通るが、付近に駅は無い。

## 学校周辺
豊島区中心部に近い。
- 豊島区立総合体育場 - 敷地が隣接。
- イケ・サンパーク
- 都電荒川線 - 線路は近いが、向原停留場は少し離れている。
- 東池袋センタービル
- 国道254号線
- 池袋保健所
- 東京消防庁豊島消防署
- 豊島郵便局
- 古代オリエンタル博物館
- サンシャイン60
  - サンシャインシティ
  - サンシャイン水族館
  - サンシャイン劇場